# Luke Meikle
Lucas David "Luke" Meikle (Tacoma, Washington, 29 de diciembre de 1994) es un baloncestista estadounidense que actualmente se encuentra sin equipo. Con 2,06 metros de estatura, juega en la posición de alero. 

## Trayectoria deportiva

### Universidad
Jugó una temporada con los Bulldogs de la Universidad de Gonzaga, donde apenas dispuso de minutos de juego. Al término de la misma fue transferido a los Mustangs de la Universidad Politécnica Estatal de California, donde, tras pasar el año de parón que impone la NCAA, disputó tres temporadas más, promediando 8,4 puntos y 3,9 rebotes por partido.

### Profesional
Tras no ser elegido en el Draft de la NBA de 2018, firmó su primer contrato profesional en septiembre con el Aquimisa Zamorano Innova Chef de la LEB Plata, el tercer nivel del baloncesto español. Allí jugó una temporada en la que promedió 8,7 puntos y 4,3 rebotes por partido.
En julio de 2019 cambió de país para fichar por el Korihait de la Korisliiga, el primer nivel del baloncesto finlandés.